# Benedetto Caliari
Benedetto Caliari (* um 1538 in Verona; † zwischen dem 24. und 27. Mai 1598 in Venedig) war ein italienischer Maler, Zeichner und Freskant.

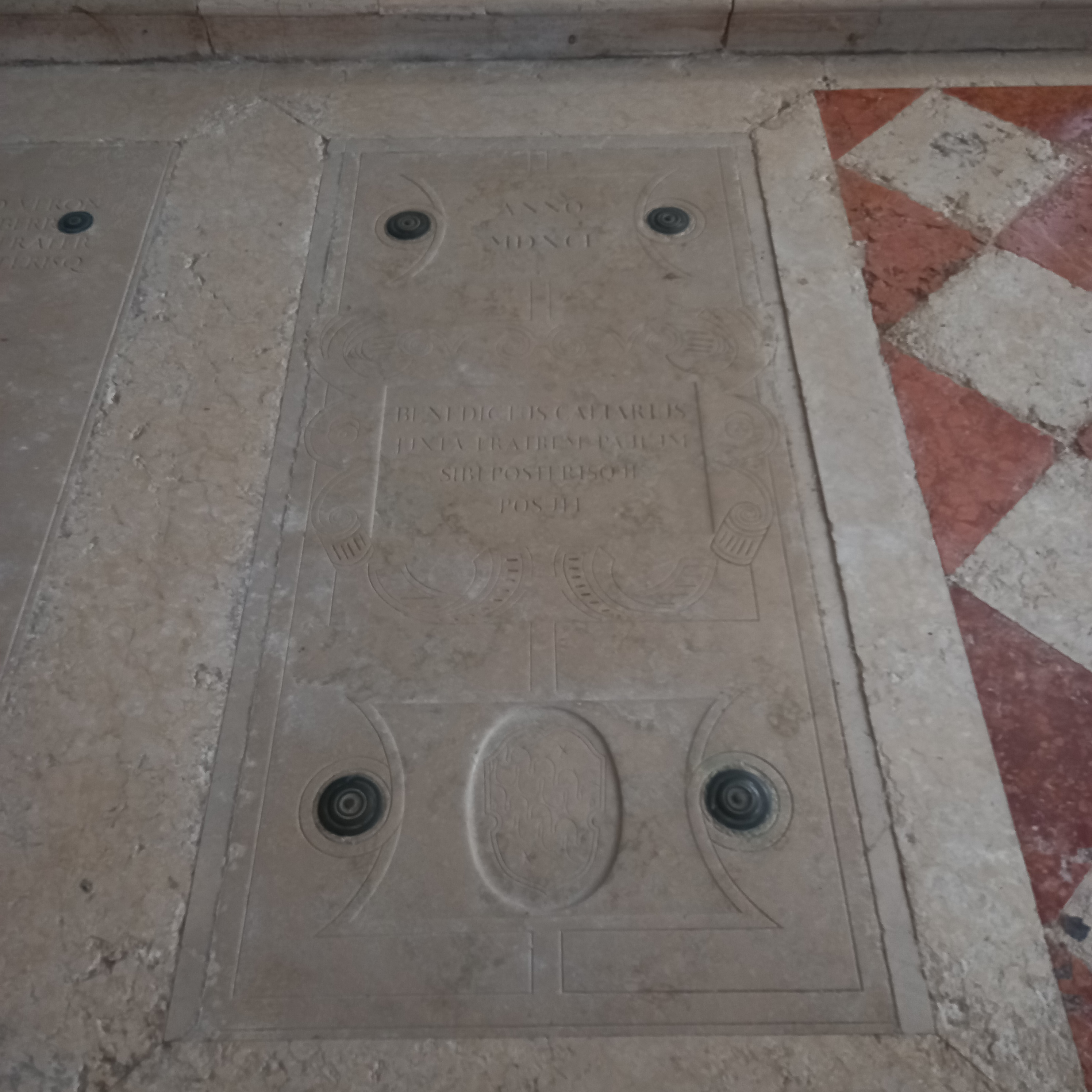
Das Grab von Benedetto Caliari in der Kirche San Sebastiano (Venedig)

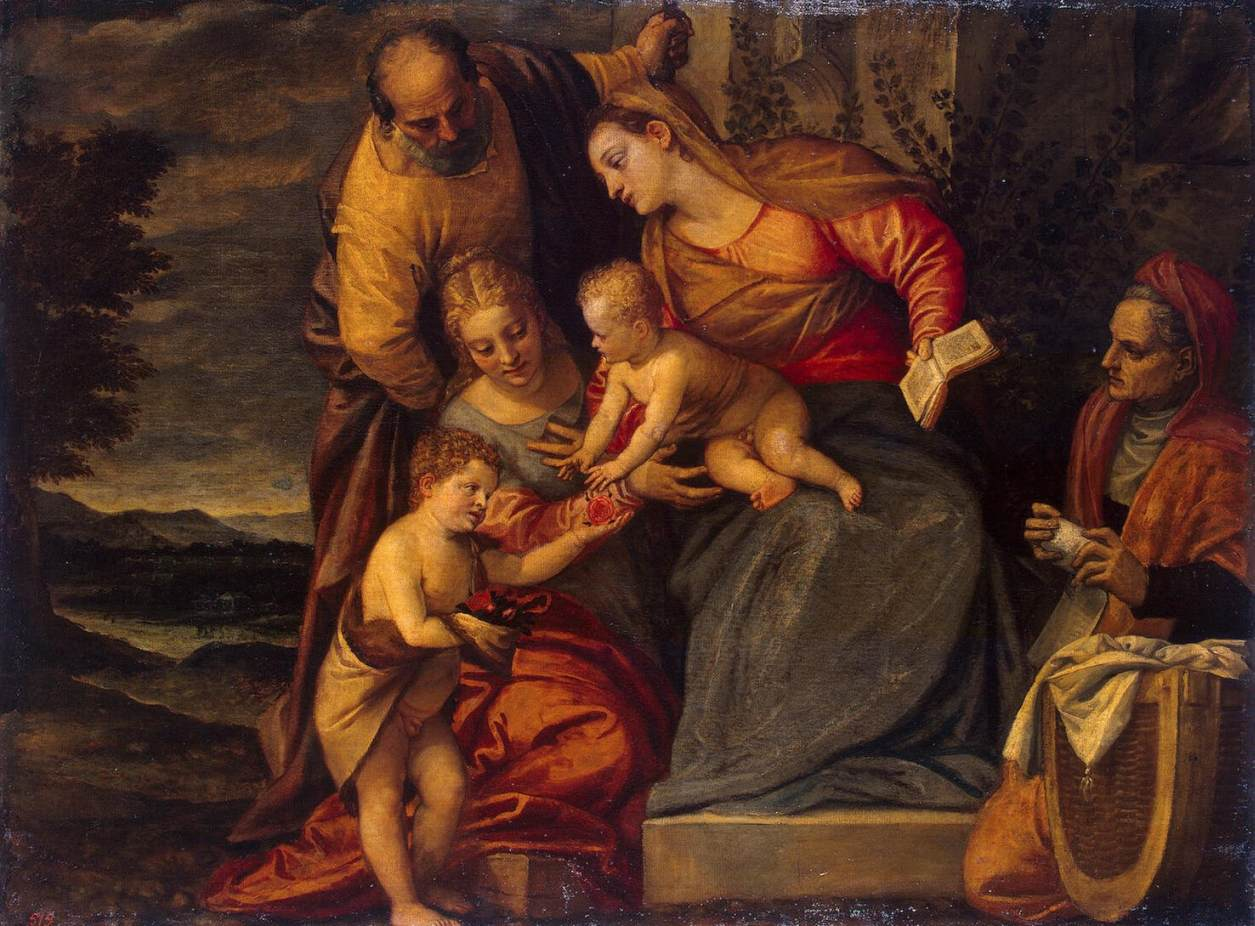
Benedetto Caliari,.Heilige Familie mit den heiligen Katharina, Anna und Johannes (1580/82)

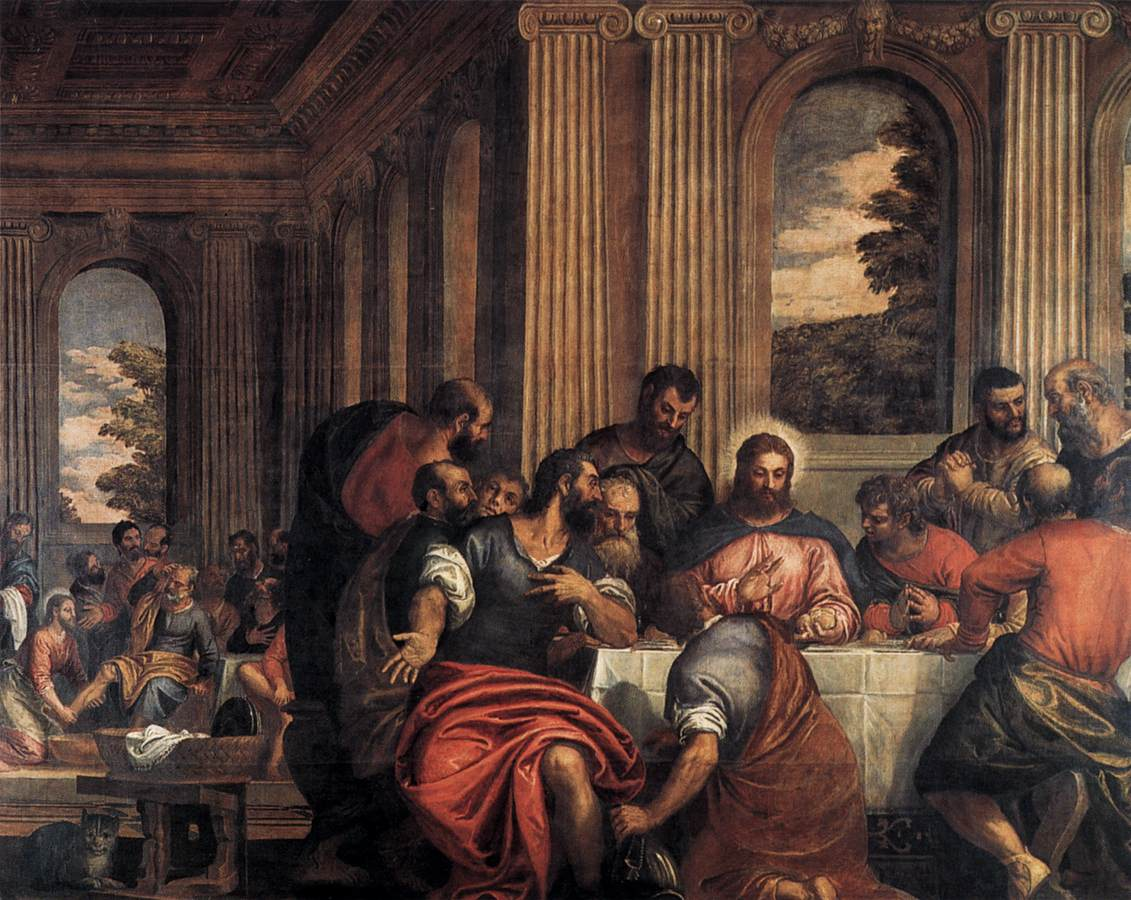
Das letzte Abendmahl

## Leben
Er war als Sohn des Gabriele und einer Caterina der zweitjüngste Bruder des Paolo Veronese und war in der Hauptsache als Mitarbeiter – wohl ab etwa 1550/51 – in dessen Werkstatt tätig. Nach der üblichen Lehrzeit wurde er spätestens am 15. Januar 1555 in Venedig ansässig, denn zu dieser Zeit ist er Mieter im Haus des Vincenzo Zen in der Corte della Candela bei Santi Apostoli. Am 13. August 1556 wurde dem „pictor“ in Zusammenhang mit den Deckengemälden von San Sebastiano ein Dukaten Lohn ausbezahlt.

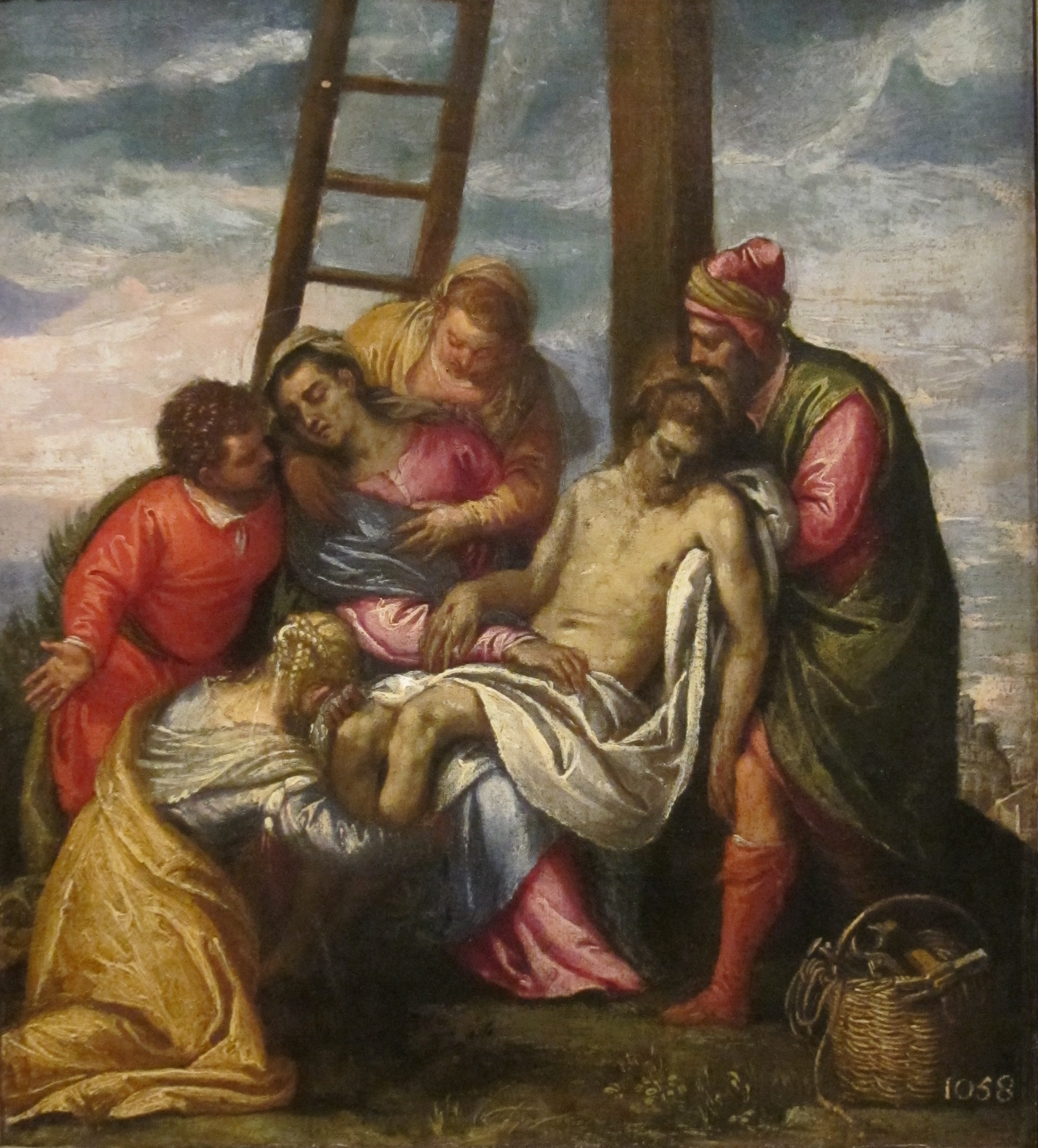
Die Abnahme Christi

Als Schlüsselwerke zum Verständnis seines Freskostils wurden die Arbeiten in der Villa Corner-Piacentini in Sant’Andrea oltre il Musone bei Castelfranco (nach 1564), die Fresken im Bischofspalast in Treviso (um 1575) und die in der Villa Giusti-Giacomini in Magnadola di Cessalto ebenfalls bei Treviso (nach 1575) herangezogen. Sie zeigen seine Vorliebe für Architekturmalerei. 1575 ist er zusammen mit Paolo in Padua belegt. 
Caliari war der wichtigste Gehilfe in dessen Werkstatt und er arbeitete bis zu seinem Lebensende mit ihm und seinen Söhnen aufs engste zusammen. Innerhalb der Werkstatt füllte er die Rolle eines Vorarbeiters und eines Spezialisten für Architektur- und Hintergrundmalerei aus. 
Nur wenige Werke können ihm daher sicher zugeordnet werden. Die Geburt der Jungfrau, angefertigt für die Confraternità dei mercanti della Madonna dell’Orto (heute in den Gallerie dell’Accademia), ist eines dieser Werke. Für die Ölmalerei bietet Das letzte Abendmahl mit Fußwaschung (heute in der Cappella del Rosario in San Zanipolo) einen guten Ausgangspunkt für die stilistische Bestimmung seiner Malweise. Eine flächige Anlage der Lokalfarbe und ein eher breites, schematisches Aufsetzen von Licht- und Schattenbahnen wurden konstatiert. Vor allem aber fehle der Farbgebung die lichtdurchflutete, lockere Chromatik seines Bruders (Huber).